# یانچوو-سوکمانکی
یانچوو-سوکمانکی (به لاتین: Janczewo-Sukmanki) یک روستا در لهستان است که در گمینا شولبوژه ویلکیه واقع شده‌است.